# Königliche böhmische Gesellschaft der Wissenschaften

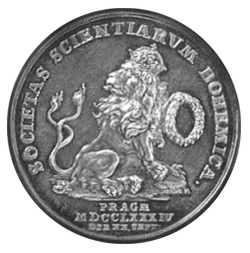
Siegel der Gesellschaft von 1784

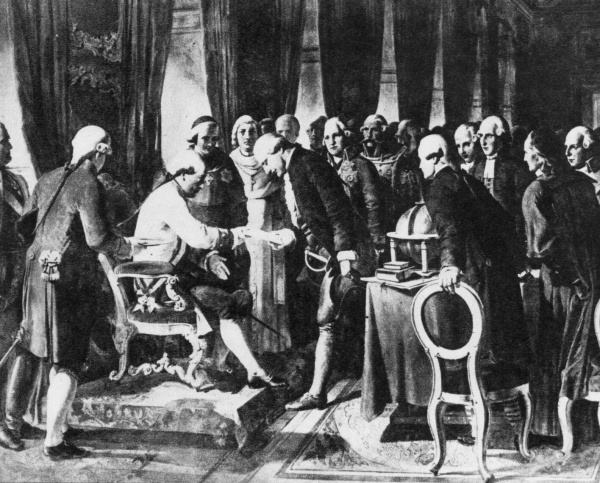
Illustration von um 1800

Die Königliche böhmische Gesellschaft der Wissenschaften (Královská česká společnost nauk) war die erste Gelehrtengesellschaft in Böhmen. Sie wurde 1784 gegründet und bestand bis 1952, als sie der Tschechoslowakischen Akademie der Wissenschaften inkorporiert wurde.

## Geschichte
Um 1770 formierte sich in Prag im Umkreis von Ignaz von Born eine informelle Gruppe von Wissenschaftlern, die sich Učená společnost  (Gelehrte Gesellschaft) nannte. Sie gab die wöchentliche Zeitschrift Gelehrte Nachrichten bzw. Prager Gelehrte Nachrichten (1771–72) heraus, deren Autoren meist deutsch publizierten. 1775 stellte sich in Prag mit den Abhandlungen einer Privatgesellschaft in Böhmen zur Aufnahme der Mathematik, der vaterländischen Geschichte und der Naturgeschichte (1775–84) die nachfolgende „Böhmische Gelehrte Privatgesellschaft“ vor.
Sie war eine lose Vereinigung, die 1784 mit Genehmigung des Kaisers Joseph II. als „Böhmische Gesellschaft der Wissenschaften“ gegründet wurde und feste organisatorische Strukturen erhielt. 1790 genehmigte Leopold II. die Umbenennung in „Königliche böhmische Gesellschaft der Wissenschaften“, die am 14. September 1836 ihre erste Jubelfeier beging. Diese Bezeichnung behielt die Gesellschaft bis 1952, als sie zusammen mit der Tschechischen Akademie der Wissenschaften und Künste in der Tschechoslowakischen Akademie der Wissenschaften aufging.
Die Königliche böhmische Gesellschaft der Wissenschaften wurde zunächst in die physikalische, die mathematische und die historische Klasse untergliedert. Mit der Satzungsänderung von 1791 erfolgte eine Umstrukturierung auf die physikalisch-mathematische und die national-historische Klasse.

## Mitglieder
Zu den bekannten Persönlichkeiten der Gesellschaft gehörten unter anderem Karel Rafael Ungar, Josef Dobrovský, Franz Josef von Gerstner, Antonín Strnad, František Palacký und Jan Evangelista Purkyně.
Siehe auch Kategorie:Mitglied der Königlichen Böhmischen Gesellschaft der Wissenschaften